# Basler Zeitung
La Basler Zeitung è un quotidiano basilese scritto in tedesco, fondato nel gennaio 1977 grazie alla fusione della National-Zeitung con le Basler Nachrichten.
Nel 2018 il giornale è stato rilevato dal gruppo TX di Zurigo ed è generalmente considerato il giornale più importante nella città di Basilea.

## Storia
La prima edizione della Schweizerische National-Zeitung apparve a Basilea nel 1842 in opposizione all'Ancien Régime. Dal 1877 il giornale si chiamò solo National-Zeitung (NZ). Nel 1945 rilevò la maggioranza del quotidiano gratuito Baslerstab.
Nel Reich tedesco il quotidiano nazionale fu bandito dal 1934 al 1945, così come la Neue Zürcher Zeitung e il Der Bund a Berna. Il diviieto fu emanato in risposta alla notizia del cosiddetto Röhm Putsch. 

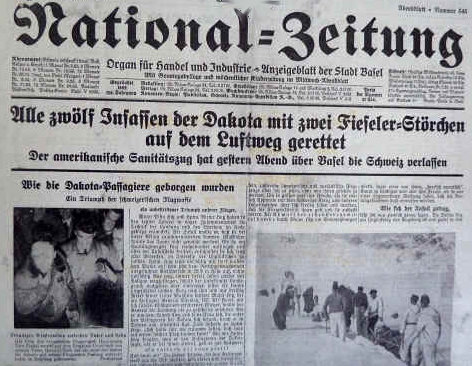
Prima pagina del National-Zeitung nel gennaio 1946

Per molto tempo, la National Zeitung, come il Basler Nachrichten, fu un giornale borghese fino a quando non ruppe con i radicali (l'attuale FDP.Die Liberalen) all'inizio degli anni '60 e diventò evidente nel giornale una tendenza socialmente critica e liberale di sinistra. Ciò apparve particolarmente evidente nel servizio sulla rivolta del Globus di Zurigo: contrariamente a quasi tutti gli altri quotidiani svizzeri, la National Zeitung cercò di fornire una presentazione equilibrata dei disordini giovanili, criticò aspramente le azioni di manganello ordinate dalle autorità di Zurigo e chiese comprensione per quei giovani ribelli. Gli eventi del 1968 modellarono non solo la visione degli articoli del giornale, ma anche la coscienza politica di alcuni redattori. Cosa che portò ad una ristrutturazione della redazione: la National-Zeitung fu il primo giornale in Svizzera a ricevere dal 1º maggio 1970 uno statuto editoriale che garantiva alla redazione voce in capitolo, ad esempio in materia di occupazione, nel rimpasto e nel licenziamento di un direttore e nelle decisioni editoriali di carattere giornalistico e tecnico. “Non abbiamo un caporedattore e non ne abbiamo bisogno”, era il motto. Tuttavia, la struttura democratica divenne sempre più autoritaria
L'andamento economico del giornale non fu positivo: nel 1974 subì un forte calo della raccolta pubblicitaria. Rispetto al periodo precedente all'allora acuta crisi petrolifera, vendette il 30% in meno di annunci pubblicitari. L'editore dell'epoca, Hans-Rudolf Hagemann, dichiarò: "L'annuncio è l'articolo più redditizio che vendiamo" e nel giugno 1975 decise misure di riduzione dei costi. Tra gli altri il prezzo di vendita del giornale venne aumentato da 70 a 80 centesimi, tre redattori furono licenziati, il budget per le commissioni fu ridotto del 10%. Inoltre da quel momento la National-Zeitung collaborò con i Basler Nachrichten per il servizio di trasporto, la flotta di veicoli, le spedizioni e la realizzazione del sito web della Borsa. Seguirono poi altri licenziamenti ma il giornale non riusciva a sopravvivere da solo. 

### Fusione nel 1977
Nel 1977 si fuse con Basler Nachrichten per formare BaZ, la prima grande fusione di stampa in Svizzera. La fusione venne generalmente definita “fusione”, ma dal punto di vista economico si trattò di una vendita: la National-Zeitung AG rilevò l'attivo e il passivo della Basler Reportshaus AG (casa editrice Basler Nachrichten), che fu poi liquidata. Gli editori precedentemente concorrenti giustificarono la fusione in questo modo: «Questa lungimirante decisione, maturata dopo lunghe trattative e di comune accordo, si basa sulla consapevolezza che solo uno sforzo unitario può risolvere i sempre più difficili problemi economici e tecnici della stampa e allo stesso tempo offrire al lettore una visione quotidiana basta un giornale che da oggi soddisfi i suoi elevati standard”. Max Jäggi: Così è crollata la “National-Zeitung”. 
Delle “trattative approfondite” non fu reso pubblico nulla: sebbene diversi avvenimenti avvenuti in passato (ad esempio il sito della Borsa comune del 1975) fossero stati interpretati retroattivamente come indizi di una fusione, gli editori smentirono fino alla fine tali piani. Anche alcuni dipendenti seppero dell'imminente fusione solo dal giornale. I dipendenti della BN furono informati in una riunione convocata con breve preavviso. La fusione venne denunciata come un impoverimento della cultura dell'opinione. I sostenitori del BN videro questa iniziativa come un tradimento del liberalismo, mentre i simpatizzanti della National Zeitung accusarono gli ambienti economici di Basilea di essersi sbarazzati facilmente di un giornale critico e scomodo. Del resto il nuovo consiglio d'amministrazione, dominato dai rappresentanti del settore chimico e bancario, si concesse più potere. Oltre alla perdita di oltre un centinaio di posti di lavoro, i sindacati affermarono: "Ancora una volta è chiaro che la libertà di stampa nel mercato 'libero' è semplicemente libertà degli editori". Con la lotta contro la ristrutturazione della redazione e la protesta contro la fusione, i giornalisti svizzeri si organizzarono per la prima volta in un sindacato su larga scala, l'Unione svizzera dei giornalisti (SJU).

### Passaggi di proprietà (2010)
L'8 febbraio 2010 la famiglia editoriale Hagemann e Publigroupe annunciarono la vendita delle loro azioni della Basler Zeitung Medien agli investitori Tito Tettamanti e Martin Wagner. Alla fine di settembre 2010, la holding del gruppo mediatico trasferì la propria sede da Basilea a Zugo, dove fu ribattezzata "Watt Capital Holding AG".  L'operazione fu fatta nello studio dell'avvocato zughese Ernst Brandenberg, il cui figlio Manuel Brandenberg, che lavora nello studio, è un politico di spicco dell'UDC di Zugo e membro del consiglio del giornale Schweizerzeit affiliato all'UDC e all'AUNS.

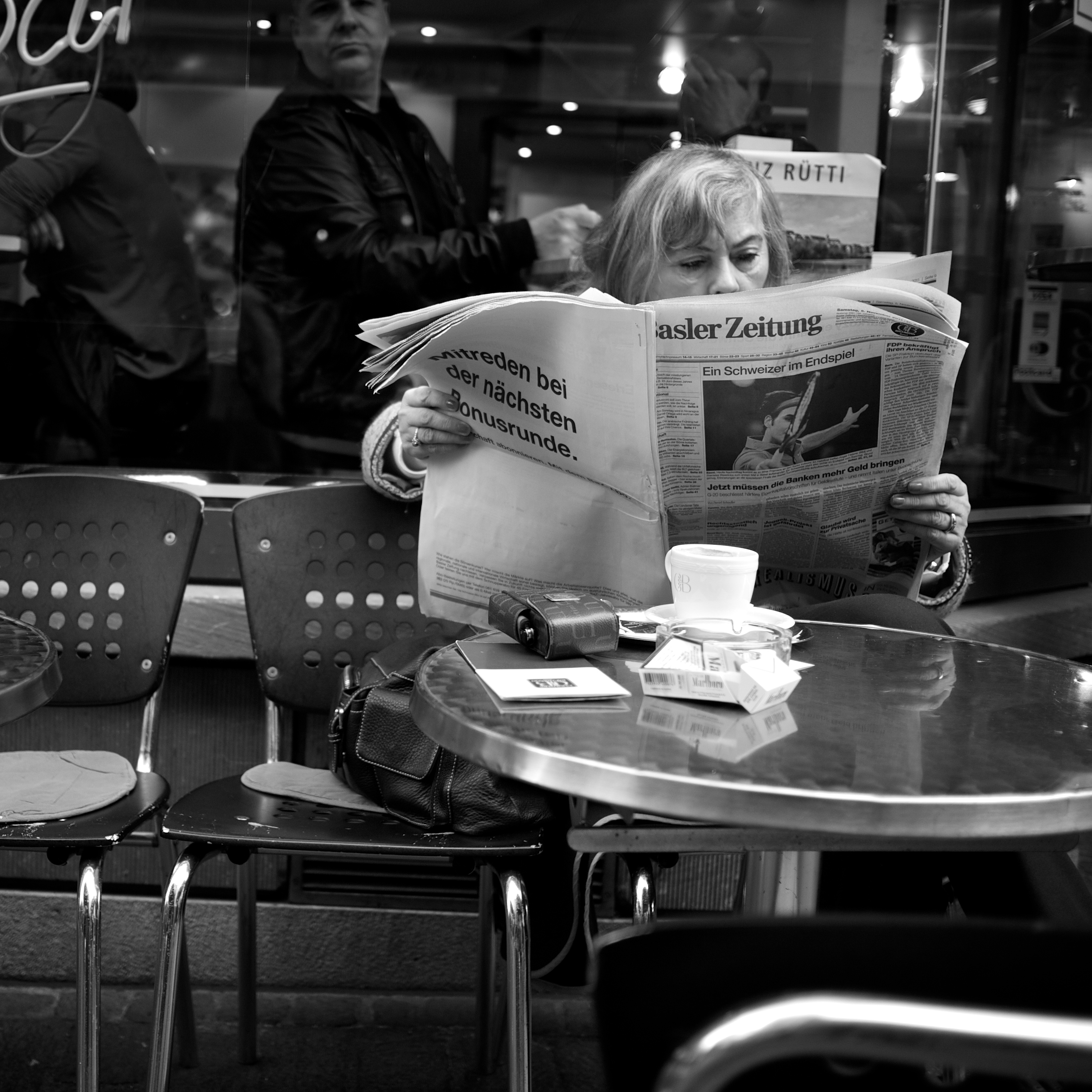
Lettura di Basler Zeitung in un caffè di Basilea (2011)

Il 14 novembre 2010 fu annunciato che i proprietari del gruppo mediatico Basler Zeitung avevano conferito un mandato di consulenza alla società di consulenza aziendale e finanziaria “Robinvest AG”, il cui consiglio di amministrazione eracomposto da Christoph Blocher e sua figlia Rahel Blocher. Blocher fornì consulenza puramente industriale a "Robinvest AG" e non influenzò il contenuto dei giornali. Dopo che il mandato di consulenza di Blocher divenne noto, ci furono ben 1.600 cancellazioni di abbonamenti. Anche la redazione si ribellò. Molte le proteste proteste.
Il 24 novembre 2010 fu annunciato che i proprietari Tettamanti/Wagner avevano venduto con effetto immediato il 100% della “Basler Zeitung Medien” all'imprenditore di Basilea e fondatore di Crossair Moritz Suter.  Suter diventò presidente del consiglio di amministrazione. Di conseguenza pose fine al mandato di consulenza di Christoph Blocher. La sede della holding venne spostata da Zugo a Basilea. Markus Somm fu confermato responsabile del giornale.
Moritz Suter dichiarò in un'intervista alla NZZ am Sonntag di aver speso solo circa un milione di franchi per acquistare la holding. Restavano sconosciuti gli investitori che ora possedevano la “Basler Nachrichten und National Zeitung AG” (Basler Zeitung Medien), che aveva un valore intrinseco notevolmente maggiore. Markus Somm assunse nuovi redattori, secondo Eugen Sorg del settimanale Die Weltwoche. Il 21 febbraio 2011 la Basler Zeitung annunciò il licenziamento di sei giornalisti, la maggior parte progressisti e critici.

## Generalità
L'edizione della settimana della Basler Zeitung appare in due formati tradizionali: il giornale svizzero (320 × 475 millimetri) e le notizie regionali dai comuni di Basilea, Riehen e Bettingen, seguita da relazioni del Basilea Campagna e Fricktal, molto raramente dal Sundgau e Markgräflerland. Inoltre, qui sono riportati gli eventi sportivi. 
La prima copia del giornale è stata distribuita l'8 gennaio 2012.